# Peter Markowich
Peter Alexander Markowich (* 16. Dezember 1956 in Wien) ist ein österreichischer Mathematiker. Er ist Professor für Angewandte Analysis an der Fakultät für Mathematik der Universität Wien und Professor für Angewandte Mathematik an der Universität Cambridge.
Sein Spezialgebiet ist die Analyse von partiellen Differenzialgleichungen, wobei seine Arbeiten in verschiedenen angewandten Bereichen in Ingenieurs- und Naturwissenschaften, von Quantenmechanik bis Bildverarbeitung rezipiert werden.
Markowich besuchte das Gymnasium Hagenmüllergasse und studierte danach an der Technischen Universität Wien, wo er 1980 bei Richard Weiss promoviert wurde. Er hatte danach akademische Positionen an den Universitäten von Wisconsin-Madison, Texas-Austin, der École polytechnique in Paris, der Technischen Universität Berlin, der Purdue University und der Johannes Kepler-Universität Linz inne.
Im Jahr 2000 gewann er den Wittgenstein-Preis des FWF und 2007 den Wolfson Merit Award der Royal Society. 2008 wurde er von der saudi-arabischen Spitzenuniversität König-Abdullah-Universität für Wissenschaft und Technologie (KAUST) als „Investigator“ ausgezeichnet. 2005 wurde er als korrespondierendes Mitglied in die Österreichische Akademie der Wissenschaften aufgenommen, 2023 zum Mitglied der Academia Europaea gewählt. Er war Preisträger des Exzellenzlehrstuhls der Fondation Sciences Mathématiques de Paris (FSMP) im Jahr 2011.
Zu seinen Doktoranden zählen Carola-Bibiane Schönlieb und Ansgar Jüngel.

## Veröffentlichungen
- Applied partial differential equations : a visual approach, Berlin : Springer, 2007, ISBN 9783540346456
- On singular limits of mean-field equations, mit anderen, Kaiserslautern : Technische Universität, 2000
- Applied Partial Differential Equations, New York : Springer US, 1998, ISBN 9781468405330
- The stationary semiconductor device equations, Wien : Springer, ISBN 9783211818923